# ABU TV Song Festival 2017
Das ABU TV Song Festival 2017 ist die sechste Ausgabe des jährlich stattfindenden ABU TV Song Festivals. Das Festival, welches kein Wettbewerb ist, fand am 1. November 2017 in der chinesischen Stadt Chengdu statt und fiel mit der 54. Generalversammlung der Asia-Pacific Broadcasting Union (ABU) zusammen, welche an diesem Tag abgehalten wurde.

## Austragungsort
Am 1. Januar 2017 wurde Chengdu durch die ABU als Austragungsort bekanntgegeben. China trug das Festival erstmals aus.

## Austragender Fernsehsender
Als Mitglied der ABU trägt Sichuan Radio and Television (SRT) das 6. ABU TV Song Festival aus.

## Teilnehmer
Die maximale Teilnehmerzahl des Festivals beträgt 15 Länder. Insgesamt nahmen 14 Länder teil, darunter erstmals Sambia und Turkmenistan.
| Startnr. | Land                | Sprache       | Interpret                   | Lied                         | Ungefähre Bedeutung im Deutschen |
| -------- | ------------------- | ------------- | --------------------------- | ---------------------------- | -------------------------------- |
| 01       | Afghanistan         |               | Ghulam Mahiuddin Farukh     | Qarsak                       |                                  |
| 02       | Volksrepublik China |               | Yisa YU                     |                              |                                  |
| 03       | Hongkong            |               | Alvin Ng                    | How Can I Do                 |                                  |
| 04       | Indien              |               | Shri Kailash Kher           |                              |                                  |
| 05       | Indonesien          |               | Januarisman Silof Runtuwene |                              |                                  |
| 06       | Japan               |               | LiSA                        | Catch the Moment             | Fange den Moment                 |
| 07       | Südkorea            |               | MAMAMOO                     | Yes, I am                    | Ja, ich bin                      |
| 08       | Macau               |               | Catalyser                   | Midnight is the Time for God | Mitternacht ist die Zeit Gottes  |
| 09       | Malaysia            |               | Syameel                     | Lebih Sempurna               |                                  |
| 010      | Malediven           |               | Mohamed Thasneem            | A Tourists View              | Touristenansicht                 |
| 011      | Vietnam             | Vietnamesisch | Lương Nguyệt Ánh            | Hồ trên núi                  | See am Berg                      |
| 012      | Sambia              |               | Hezron Ngosa                | Zaninge                      |                                  |
| 013      | Kasachstan          |               | Gazret Yerzhanov            | Yapurai                      |                                  |
| 014      | Turkmenistan        |               | Kasymov Sohbet              | With You                     | Mit dir                          |